# Западно-моравска зона у фудбалу
Западно-моравска зона је била једна од укупно дванаест зонских лига у фудбалу. Зоне су четврти ниво лигашких фудбалских такмичења у Србији. Виши степен такмичења је Српска лига Запад, а нижи су Златиборска окружна лига и Моравичка окружна лига.
Лига је формирана 2018. године, приликом реорганизације такмичења четвртог ранга на територији Фудбалског савеза региона Западне Србије. Тада су угашене зоне Дрина, Дунав и Морава, а уместо њих настале су четири нове зоне — Западно-моравска, Колубарско-мачванска, Подунавско-шумадијска и Шумадијско-рашка. 
Од 2024. године, стање је враћено на оно пре 2018. Угашене су зоне — Западно-моравска, Колубарско-мачванска, Подунавско-шумадијска и Шумадијско-рашка зона, а враћене су зоне Дрина, Дунав и Морава.

## Победници свих првенстава
| Сезона   | Бр. клуб. | Првак                   | Бодови | Вицепрвак               | Бодови |
| 2018/19. | 13        | Таково, Горњи Милановац | 55     | Будућност, Ариље        | 45     |
| 2019/20. | 16        | Слобода, Ужице          | 44     | Будућност, Ариље        | 40     |
| 2020/21. | 15        | Слога, Бајина Башта     | 64     | Јединство Путеви, Ужице | 61     |
| 2022/23. | 14        | Омладинац, Заблаће      | 66     | Јединство Путеви, Ужице | 50     |
| 2023/24. | 11        | Јединство Путеви, Ужице | 62     | Полимље, Пријепоље      | 52     |

## Клубови у сезони 2023/24.
| Клуб             | Место        |
| ---------------- | ------------ |
| Будућност        | Ариље        |
| Златар           | Нова Варош   |
| Јединство        | Коњевићи     |
| Јединство Путеви | Ужице        |
| Овчар            | Марковица    |
| Полет            | Трбушани     |
| Полимље          | Пријепоље    |
| Савинац 1933     | Висибаба     |
| Севојно          | Севојно      |
| Слобода          | Чачак        |
| Слога            | Бајина Башта |